# Miss Islanda

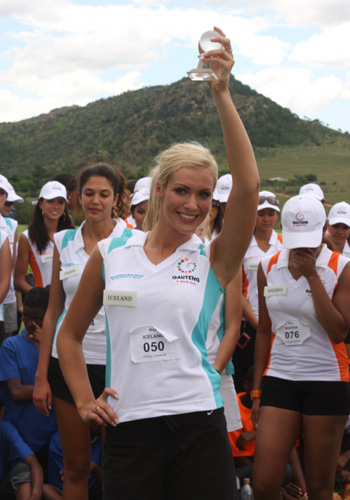
Alexandra Helga Ívarsdóttir, Miss Islanda 2008

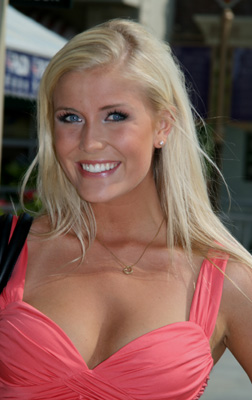
Jóhanna Vala Jónsdóttir, Miss Islanda 2007

Miss Islanda (Ungfrú Ísland) è un concorso di bellezza femminile che si tiene ogni anno in Islanda sin dal 1955. Nei primi anni il concorso era chiamato Miss Reykjavík (Ungfrú Reykjavík).
La vincitrice del concorso ha la possibilità di rappresentare il proprio paese a Miss Mondo, mentre le altre finaliste competono negli altri concorsi internazionali, come Miss Universo. L'Islanda con tre vittorie a Miss Mondo rappresenta uno dei paesi di maggior successo al concorso, oltre che un record per una nazione con una popolazione che non raggiunge neppure il mezzo milione di abitanti.
I diritti di Miss Islanda appartengono ad Arnar Laufdal Ólafsson.

## Albo d'oro
| Anno     | Miss Islanda                      | Note                    |
| -------- | --------------------------------- | ----------------------- |
| 1955     | Arna Hjörleifsdóttir              |                         |
| 1956     | Ágústa Guðmundsdóttir             |                         |
| 1957     | Bryndís Schram                    |                         |
| 1958     | Sigríður Þorvaldsdóttir           |                         |
| 1959     | Sigríður Geirsdóttir              |                         |
| 1960     | Sigrún Ragnarsdóttir              |                         |
| 1961     | María Guðmundsdóttir              |                         |
| 1962     | Guðrún Bjarnadóttir               | Miss International 1963 |
| 1963     | Thelma Ingvarsdóttir              |                         |
| 1964     | Pálína Jónmundsdóttir             |                         |
| 1965     | Sigrún Vignisdóttir               |                         |
| 1966     | Kolbrún Einarsdóttir              |                         |
| 1967     | Guðrún Pétursdóttir               |                         |
| 1968     | Jónína Konráðsdóttir              |                         |
| 1969     | María Baldursdóttir               |                         |
| 1970     | Erna Jóhannesdóttir               |                         |
| 1971     | Guðrún Valgarðsdóttir             |                         |
| 1972     | Þórunn Símonardóttir              |                         |
| 1973     | Katrin Gisladóttir                |                         |
| 1974     | Anna Björnsdóttir                 |                         |
| 1975     | Helga Eldon                       |                         |
| 1976     | Guðmunda Hulda Jóhannesdóttir     |                         |
| 1977 (2) | Anna Björk Eðvarðsdóttir          |                         |
| 1978     | Halldóra Björk Jónsdóttir         |                         |
| 1979     | Kristín Bernharðsdóttir           |                         |
| 1980     | Elisabet Traustadóttir            |                         |
| 1982     | Guðrún Möller                     |                         |
| 1983     | Unnur Steinsson                   |                         |
| 1984     | Berglind Johansen                 |                         |
| 1985 (2) | Hólmfríður Karlsdóttir            | Miss Mondo 1985         |
| 1986     | Gigja Birgisdóttir                |                         |
| 1987     | Anna Margrét Jónsdóttir           |                         |
| 1988     | Linda Pétursdóttir                | Miss Mondo 1988         |
| 1989     | Hugrún Linda Guðmundsdóttir       |                         |
| 1990     | Ásta Sigríður Einarsdóttir        |                         |
| 1991     | Svava Haraldsdóttir               |                         |
| 1992     | María Rún Hafliðadóttir           |                         |
| 1993     | Svala Björk Arnardóttir           |                         |
| 1994     | Margrét Skúladóttir Sigurz        |                         |
| 1995     | Hrafnhildur Hafsteinsdóttir       |                         |
| 1996     | Sólveig Lilja Guðmundsdóttir      |                         |
| 1997     | Harpa Lind Harðardóttir           |                         |
| 1998     | Guðbjörg Hermannsdóttir           |                         |
| 1999     | Katrín Rós Baldursdóttir          |                         |
| 2000     | Elín Málfríður Magnúsdóttir       |                         |
| 2001     | Ragnheiður Guðfinna Guðnadóttir   |                         |
| 2002     | Manuela Ósk Harðardóttir          |                         |
| 2003     | Ragnhildur Steinunn Jónsdóttir    |                         |
| 2004     | Hugrún Harðardóttir               |                         |
| 2005     | Unnur Birna Vilhjálmsdóttir       | Miss Mondo 2005         |
| 2006     | Sif Aradóttir                     |                         |
| 2007     | Jóhanna Vala Jónsdóttir           |                         |
| 2008     | Alexandra Helga Ívarsdóttir       |                         |
| 2009     | Guðrún Dögg Rúnarsdóttir          |                         |
| 2010     | Fanney Ingvarsdóttir              |                         |
| 2011     | Sigrún Eva Ármannsdóttir          |                         |
| 2013     | Tanja Ýr Astþórsdóttir            |                         |
| 2015     | Arna Ýr Jónsdóttir                |                         |
| 2016     | Anna Lára Sigurðardóttir Orlowska |                         |